# Lotte Smiseth Sejersted
Lotte Smiseth Sejersted (ur. 5 marca 1991 r. w Bærum) – norweska narciarka alpejska, czterokrotna medalistka mistrzostw świata juniorów.

## Kariera
Po raz pierwszy na arenie międzynarodowej Lotte Smiseth Sejersted zaprezentowała się 22 listopada 2006 roku podczas zawodów FIS Race w Hemsedal. Zajęła wtedy 35. miejsce w supergigancie. W 2007 roku wystartowała na mistrzostwach świata juniorów w Altenmarkt, gdzie jej najlepszym wynikiem było szesnaste miejsce w supergigancie. Pierwszy sukces w tej kategorii wiekowej odniosła podczas mistrzostw świata juniorów w Garmisch-Partenkirchen w 2009 roku, kiedy wywalczyła srebrny medal w zjeździe. Rok później, na mistrzostwach juniorów w Mont Blanc była druga w kombinacji, a zjazd ukończyła na trzeciej pozycji. Ponadto na mistrzostwach świata juniorów w Crans-Montana w 2011 roku zwyciężyła w zjeździe.
W Pucharze Świata zadebiutowała 24 października 2009 roku w austriackim Sölden, gdzie nie zakwalifikowała się do drugiego przejazdu w slalomie gigancie. Pierwsze pucharowe punkty zdobyła już niecały miesiąc później, 18 grudnia 2009 roku we francuskim Val d’Isère, zajmując 28. pozycję w superkombinacji. Jak dotąd nie stała na podium zawodów Pucharu Świata.
W 2011 roku wzięła udział w mistrzostwach świata w Garmisch-Partenkirchen, zajmując dziesiąte miejsce w superkombinacji. Startowała także w supergigancie i zjeździe, ale nie ukończyła obu startów.

## Osiągnięcia

### Igrzyska olimpijskie
| Miejsce | Dzień     | Rok  | Miejscowość     | Konkurencja     | Czas biegu  | Strata  | Zwycięzca                 |
| ------- | --------- | ---- | --------------- | --------------- | ----------- | ------- | ------------------------- |
| DNF2    | 10 lutego | 2014 | Krasnaja Polana | Superkombinacja | -           | -       | Maria Höfl-Riesch         |
| 6.      | 12 lutego | 2014 | Krasnaja Polana | Zjazd           | 1:42,01 min | +0,44 s | Dominique Gisin Tina Maze |

### Mistrzostwa świata
| Miejsce | Dzień     | Rok  | Miejscowość | Konkurencja     | Czas biegu  | Strata  | Zwyciężczyni    |
| ------- | --------- | ---- | ----------- | --------------- | ----------- | ------- | --------------- |
| DNF1    | 8 lutego  | 2011 | Ga-Pa       | Supergigant     | 1:24.64 min | -       | Elisabeth Görgl |
| 10.     | 11 lutego | 2011 | Ga-Pa       | Superkombinacja | 2:43.23 min | +1.79 s | Anna Fenninger  |
| DNF1    | 13 lutego | 2011 | Ga-Pa       | Zjazd           | 1:49.60 min | -       | Elisabeth Görgl |

### Mistrzostwa świata juniorów
| Miejsce | Dzień       | Rok  | Miejscowość       | Konkurencja | Czas biegu  | Strata    | Zwyciężczyni        |
| ------- | ----------- | ---- | ----------------- | ----------- | ----------- | --------- | ------------------- |
| 38.     | 7 marca     | 2007 | Altenmarkt        | Zjazd       | 1:39.69 min | +4.28 s   | Tina Weirather      |
| 16.     | 9 marca     | 2007 | Altenmarkt        | Supergigant | 1:19.34 min | +2.34 s   | Nicole Schmidhofer  |
| 33.     | 23 lutego   | 2008 | Formigal          | Supergigant | 1:40.19 min | +4.51 s   | Viktoria Rebensburg |
| 29.     | 26 lutego   | 2008 | Formigal          | Zjazd       | 1:50.13 min | +5.22 s   | Ilka Štuhec         |
| 35.     | 28 lutego   | 2008 | Formigal          | Slalom      | 1:33.85 min | +10.05 s  | Bernadette Schild   |
| DNF1    | 29 lutego   | 2008 | Formigal          | Gigant      | 1:42.50 min | -         | Anna Fenninger      |
| 19.     | 1 marca     | 2009 | Ga-Pa             | Slalom      | 1:42.07 min | +3.92 s   | Denise Feierabend   |
| DNF2    | 2 marca     | 2009 | Ga-Pa             | Gigant      | 2:45.81 min | -         | Viktoria Rebensburg |
| 13.     | 4 marca     | 2009 | Ga-Pa             | Supergigant | 1:19.80 min | +2.62 s   | Viktoria Rebensburg |
| 2.      | 6 marca     | 2009 | Ga-Pa             | Zjazd       | 1:19.60 min | +0.48 s   | Marine Gauthier     |
| DNF1    | 31 stycznia | 2010 | Region Mont Blanc | Supergigant | 1:32.21 min | -         | Marine Gauthier     |
| 6.      | 1 lutego    | 2010 | Region Mont Blanc | Slalom      | 1:34.47 min | +2.88 s   | Christina Geiger    |
| 3.      | 4 lutego    | 2010 | Region Mont Blanc | Zjazd       | 1:20.89 min | +1.16 s   | Jéromine Géroudet   |
| 5.      | 5 lutego    | 2010 | Region Mont Blanc | Gigant      | 1:38.34 min | +0.82 s   | Mona Løseth         |
| 2.      | 5 lutego    | 2010 | Region Mont Blanc | Kombinacja  | 38.85 pkt   | +4.71 pkt | Mona Løseth         |
| 1.      | 1 lutego    | 2011 | Crans-Montana     | Zjazd       | 1:32.11 min | -         | -                   |
| DNF1    | 2 lutego    | 2011 | Crans-Montana     | Gigant      | 2:28.27 min | -         | Sara Hector         |
| 8.      | 3 lutego    | 2011 | Crans-Montana     | Slalom      | 1:40.32 min | +2.97 s   | Jessica Depauli     |
| 7.      | 5 lutego    | 2011 | Crans-Montana     | Supergigant | 1:28.23 min | +1.00 s   | Elena Curtoni       |

### Puchar Świata

#### Miejsca w klasyfikacji generalnej
- sezon 2009/2010: 107.
- sezon 2010/2011: 66.
- sezon 2011/2012: 50.
- sezon 2012/2013: 49.
- sezon 2013/2014: 38.
- sezon 2014/2015: 80.
- sezon 2015/2016:

#### Miejsca na podium w zawodach
Jak dotąd Sejersted nie stała na podium zawodów Pucharu Świata.